# Tricyphona ampla
Tricyphona ampla är en tvåvingeart. Tricyphona ampla ingår i släktet Tricyphona och familjen hårögonharkrankar.

## Underarter
Arten delas in i följande underarter:
- T. a. ampla
- T. a. euryptera
- T. a. perangusta